# Principato del Montenegro
Il Principato del Montenegro fu un principato dell'Europa sud-orientale. Esistette dal 2 marzo 1852 al 28 agosto 1910, quando fu proclamato Regno da Nicola I, che ne divenne il sovrano. Già precedentemente alla fondazione di questo Stato persisteva un Principato Vescovile (Knjaz) sull'area del Montenegro, che dal 1696 era amministrato sempre dalla famiglia dei Petrović-Njegoš.
La capitale del Principato era Cettigne e, a partire dal 1906, la valuta fu il perpero montenegrino. L'area del principato copriva all'incirca l'area centrale del Montenegro attuale.

## Storia

Pietro II Njegos

Il Principato fu fondato il 2 marzo 1852 dal Knjaz (principe) Danilo I Petrović-Njegoš, quando il principe Danilo, allora conosciuto come Vladika Danilo II, decise di rovesciare la sua carica ecclesiastica di Vladika e di sposarsi, il che, dopo secoli di governo teocratico, trasformò il Montenegro in un principato secolare.
Dopo l'assassinio del principe Danilo il 13 agosto 1860, il principe Nikola, nipote di Danilo, divenne il successivo sovrano del Montenegro.
Il 28 agosto 1910 il Principato fu proclamato Regno da Nicola I, che divenne per l'appunto Re.

### Battaglia di Grahovac
Mirko Petrović-Njegoš, fratello maggiore di Danilo, condusse un forte esercito di 7.500 soldati e vinse una battaglia cruciale contro i turchi a Grahovac il 1º maggio 1858. Le forze turche furono sbaragliate; un considerevole arsenale di trofei di guerra fu abbandonato nelle mani dei Montenegrini, per essere poi restituito nelle guerre di indipendenza del 1862 e 1875-1878.
Questa grande vittoria ebbe un significato politico anche maggiore. La gloria delle armi montenegrine fu subito immortalata nelle canzoni e nella letteratura di tutti gli slavi meridionali, in particolare dai serbi in Voivodina, allora parte dell'Austria-Ungheria. Questa vittoria del Montenegro obbligò le Grandi Potenze a demarcare ufficialmente il confine tra il Montenegro e l'Impero ottomano, de facto riconoscendo la lunga indipendenza del Montenegro. La nazione ottenne Grahovo, Rudine, Nikšić's Župa, più di metà di Drobnjaci, Tušina, Uskoci, Lipovo, Vasojevići Alta, e parti di Kuči e Dodoši.

## Costituzione
Knjaz Danilo utilizzò la Legge di Petar I Petrović-Njegoš come ispirazione per la propria Legge Generale delle Terre del 1855 (Zakonik Danila Prvog). Il Codice di Danilo era basato sulle tradizioni montenegrine, influenzato anche dall'origine serba della famiglia Petrović-Njegoš, ed è considerata la prima costituzione della storia dello stato montenegrino. Stabilì anche delle regole, la protezione della proprietà e proibì la guerra sulla costa austriaca. Infine statuì: "Anche se non esiste altra nazionalità in questa terra eccettuata quella serba e nessun'altra religione eccetto quella Ortodossa Orientale, ogni straniero e ogni persona di diversa fede può vivere qui e godere della stessa libertà e degli stessi diritti di un montenegrino o di un montanaro."

## Demografia

### 1882
Schwartz stimò nel 1882 che il Principato contava 160.000 abitanti; una stima più diffusa pone però il numero a circa 230.000 persone.

### 1900
Nel 1900, secondo le fonti internazionali, il Principato del Montenegro contava 311.564 abitanti; per religione:
- 293.527 Ortodossi orientali (94,21%)
- 12.493 Musulmani (4,01%)
- 5.544 Cattolici (1,78%)

Per analfabetismo:
- 77% analfabeti
- 71.528 (23%) alfabetizzati

Il Principato comprendeva, oltre ai serbo-ortodossi (gruppo comprendente gli attuali montenegrini e serbi), anche circa 5.000 albanesi e una colonia di 800 rom.

### 1907
Nel 1907, abitavano nel Montenegro circa 282.000 persone, la cui stragrande maggioranza appartenevano al gruppo serbo-ortodosso.

### 1909
Nel 1909 le autorità decisero di svolgere un censimento ufficiale. Fu stabilita la popolazione di appartenenza secondo la lingua madre; la lingua ufficiale allora era il serbo:
Totale: 317.856 abitanti. Per lingua:
- Serbi: circa il 95%
- Altri (principalmente albanesi)

Per religione:
- Cristiani Ortodossi: 94,38%
- Altri (principalmente musulmani)

## Principi sovrani (1852-1910)
- Danilo I (1852 - 13 agosto 1860)
- Nicola I (13 agosto 1860 - 28 agosto 1910)

Il Principato di Montenegro venne elevato al rango di Regno.